# Jarménil
Jarménil és un municipi francès, situat al departament dels Vosges i a la regió del Gran Est. L'any 2007 tenia 425 habitants.

## Demografia

### Població
El 2007 la població de fet de Jarménil era de 425 persones. Hi havia 176 famílies, de les quals 44 eren unipersonals (28 homes vivint sols i 16 dones vivint soles), 64 parelles sense fills, 52 parelles amb fills i 16 famílies monoparentals amb fills.
La població ha evolucionat segons el següent gràfic:
Habitants censats

### Habitatges
El 2007 hi havia 204 habitatges, 179 eren l'habitatge principal de la família, 10 eren segones residències i 15 estaven desocupats. 143 eren cases i 59 eren apartaments. Dels 179 habitatges principals, 119 estaven ocupats pels seus propietaris, 56 estaven llogats i ocupats pels llogaters i 4 estaven cedits a títol gratuït; 1 tenia una cambra, 16 en tenien dues, 37 en tenien tres, 51 en tenien quatre i 74 en tenien cinc o més. 143 habitatges disposaven pel capbaix d'una plaça de pàrquing. A 89 habitatges hi havia un automòbil i a 74 n'hi havia dos o més.

### Piràmide de població
La piràmide de població per edats i sexe el 2009 era:
| Homes | Edats   | Dones |
| ----- | ------- | ----- |
| 0     | 95 o +  | 0     |
| 4     | 90 a 94 | 0     |
| 0     | 85 a 89 | 4     |
| 4     | 80 a 84 | 4     |
| 12    | 75 a 79 | 12    |
| 0     | 70 a 74 | 16    |
| 4     | 65 a 69 | 8     |
| 0     | 60 a 64 | 4     |
| 12    | 55 a 59 | 0     |
| 12    | 50 a 54 | 12    |
| 24    | 45 a 49 | 8     |
| 8     | 40 a 44 | 16    |
| 24    | 35 a 39 | 24    |
| 16    | 30 a 34 | 12    |
| 24    | 25 a 29 | 16    |
| 20    | 20 a 24 | 20    |
| 24    | 15 a 19 | 12    |
| 8     | 10 a 14 | 8     |
| 16    | 5 a 9   | 4     |
| 12    | 0 a 4   | 24    |

## Economia
El 2007 la població en edat de treballar era de 290 persones, 233 eren actives i 57 eren inactives. De les 233 persones actives 213 estaven ocupades (119 homes i 94 dones) i 20 estaven aturades (11 homes i 9 dones). De les 57 persones inactives 15 estaven jubilades, 19 estaven estudiant i 23 estaven classificades com a «altres inactius».

### Ingressos
El 2009 a Jarménil hi havia 180 unitats fiscals que integraven 444,5 persones, la mediana anual d'ingressos fiscals per persona era de 16.332 €.

### Activitats econòmiques
Dels 15 establiments que hi havia el 2007, 3 eren d'empreses extractives, 6 d'empreses de construcció, 1 d'una empresa de comerç i reparació d'automòbils, 2 d'empreses d'hostatgeria i restauració, 2 d'empreses de serveis i 1 d'una empresa classificada com a «altres activitats de serveis».
Dels 9 establiments de servei als particulars que hi havia el 2009, 1 era un guixaire pintor, 3 fusteries, 1 lampisteria, 1 electricista, 1 perruqueria i 2 restaurants.
L'any 2000 a Jarménil hi havia 3 explotacions agrícoles.

## Equipaments sanitaris i escolars
El 2009 hi havia una escola elemental integrada dins d'un grup escolar amb les comunes properes formant una escola dispersa.

## Poblacions més properes
El següent diagrama mostra les poblacions més properes.